# Hearthis.at
Hearthis.at est une plateforme de distribution audio en ligne sur laquelle les utilisateurs peuvent collaborer, promouvoir et distribuer leurs projets musicaux.

## Historique
Hearthis.at a été fondée à Chemnitz en Allemagne en 2013.
Deux ans après sa création, Hearthis.at a commencé à bousculer la prédominance de SoundCloud en tant que plate-forme de distribution de musique permettant aux artistes d'interagir plus aisément entre eux et leurs fans.